# Chiesa del Carmine (Reggio Calabria)
La chiesa della Madonna del Carmine è un edificio di culto di Reggio Calabria sita nell'omonima piazza del centro storico cittadino.

## Architettura esterna
La chiesa presenta un'architettura esterna semplice e lineare con unico elemento decorativo rappresentato da un bassorilievo in marmo bianco della Madonna col bambino posto sopra quattro feritoie che si aprono sopra il portale principale del tempio. Sul lato sinistro del prospetto principale si erge la torre campanaria a base quadrata sormontata da tetto conico.

## Interno

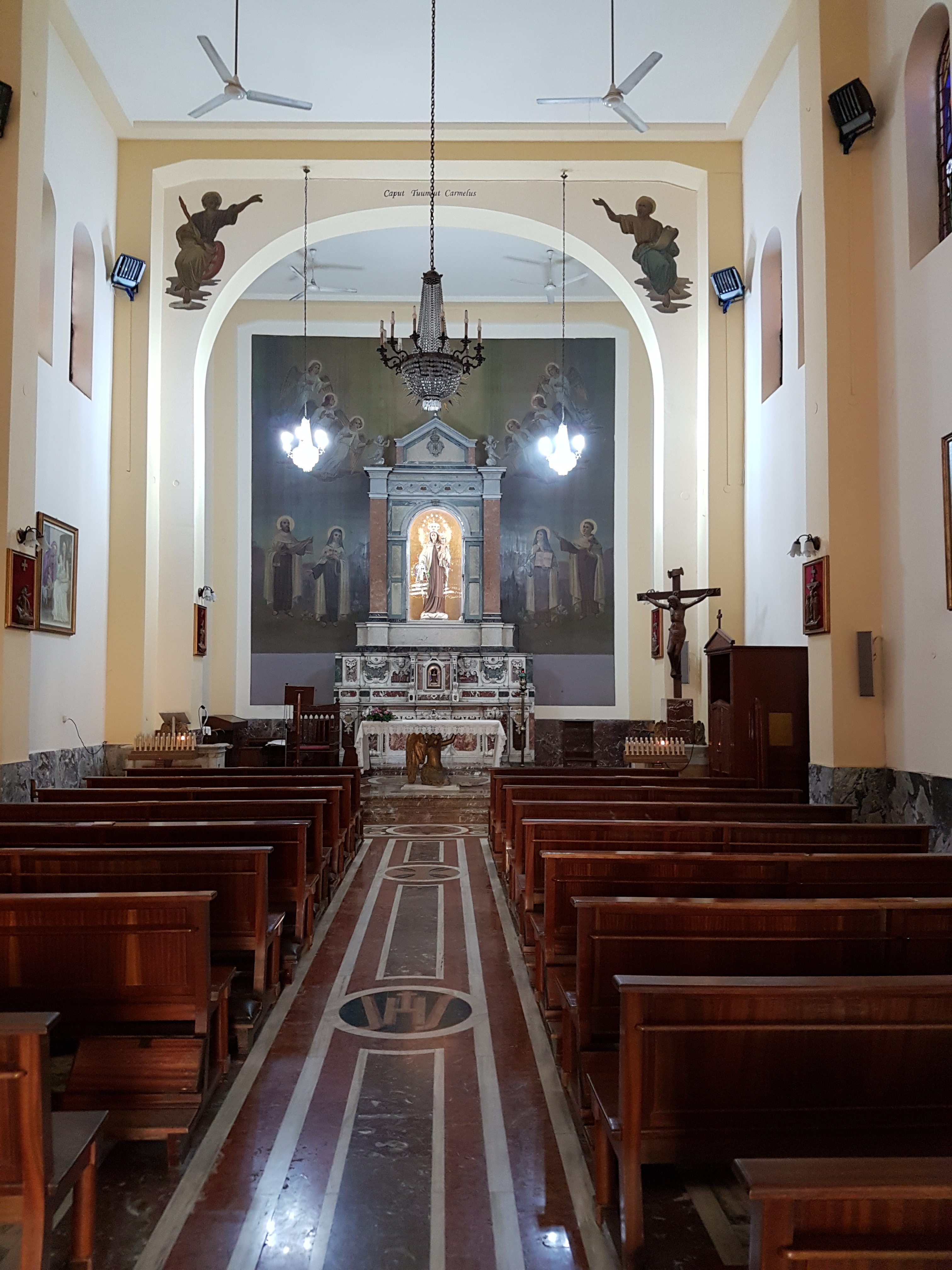
L'interno

L'altare maggiore, proveniente dall'antica cattedrale dove si trovava nella cappella di San Giovanni di Malta, rappresenta uno dei più importanti altari della Diocesi di Reggio Calabria-Bova. Realizzato nel 1787 dal messinese Paolo Rechichi, lavorato con raffinatezza negli intarsi di marmi policromi con la sovrapposizione di ricche volute in marmo bianco. Il paliotto ed il gradino dell'altare risultano essere caratterizzati rispettivamente dallo stemma curvilineo entro il quale è raffigurata la croce di Malta e dall'architettonico tabernacolo fiancheggiato da due teste di putti alati.